# Will Bitten
William "Will" Bitten, född 10 juli 1998, är en kanadensisk professionell ishockeyforward som är kontrakterad till St. Louis Blues i National Hockey League (NHL) och spelar för Springfield Thunderbirds i American Hockey League (AHL).
Han har tidigare spelat för Iowa Wild i AHL och Plymouth Whalers, Flint Firebirds och Hamilton Bulldogs i Ontario Hockey League i (OHL).
Bitten draftades av Montreal Canadiens i tredje rundan i 2016 års draft som 70:e spelare totalt.
Han är son till Mike Bitten och Doris Piché, som båda har spelat badminton vid de olympiska sommarspelen; bror till Sam Bitten samt kusin till Sébastien Piché. De två sistnämnda spelar som proffs i Europa.

## Statistik
| 2010–2011  | Gloucester Rangers       |            | 7   | 9  | 2   | 11  | 2   | 3  | 1  | 1  | 2  | 0  |
| 2011–2012  | Ottawa Jr. 67s U14       |            | 28  | 33 | 30  | 63  | 30  | 11 | 13 | 9  | 22 | 14 |
|            | Ottawa Jr. 67s U15       |            | 1   | 0  | 1   | 1   | 0   | —  | —  | —  | —  | —  |
| 2012–2013  | Ottawa Jr. 67s U15       |            | 30  | 29 | 25  | 54  | 26  | 9  | 4  | 7  | 11 | 14 |
|            | Ottawa Jr. 67s U16       |            | 2   | 1  | 0   | 1   | 0   | —  | —  | —  | —  | —  |
| 2013–2014  | Ottawa Jr. 67s U16       |            | 29  | 36 | 42  | 78  | 18  | 11 | 5  | 9  | 14 | 8  |
|            | Ottawa Jr. Senators      | CCHL       | 1   | 0  | 1   | 1   | 0   | —  | —  | —  | —  | —  |
| 2014–2015  | Plymouth Whalers         | OHL        | 63  | 15 | 16  | 31  | 16  | —  | —  | —  | —  | —  |
| 2015–2016  | Flint Firebirds          | OHL        | 67  | 30 | 35  | 65  | 32  | —  | —  | —  | —  | —  |
| 2016–2017  | Hamilton Bulldogs        | OHL        | 65  | 23 | 34  | 57  | 36  | 7  | 3  | 0  | 3  | 8  |
| 2017–2018  | Hamilton Bulldogs        | OHL        | 62  | 20 | 44  | 64  | 38  | 21 | 4  | 7  | 11 | 21 |
| 2018–2019  | Iowa Wild                | AHL        | 63  | 13 | 16  | 29  | 20  | 11 | 0  | 5  | 5  | 2  |
| 2019–2020  | Iowa Wild                | AHL        | 51  | 8  | 13  | 21  | 22  | —  | —  | —  | —  | —  |
| 2020–2021  | Iowa Wild                | AHL        | 31  | 7  | 12  | 19  | 19  | —  | —  | —  | —  | —  |
| 2021–2022  | Iowa Wild                | AHL        | 23  | 3  | 5   | 8   | 6   | —  | —  | —  | —  | —  |
|            | Springfield Thunderbirds | AHL        | 45  | 10 | 15  | 25  | 11  | 18 | 8  | 13 | 21 | 22 |
| 2022–2023  | St. Louis Blues          | NHL        | 1   | 0  | 0   | 0   | 0   | —  | —  | —  | —  | —  |
|            | Springfield Thunderbirds | AHL        | 20  | 8  | 2   | 10  | 24  | —  | —  | —  | —  | —  |
| NHL totalt | NHL totalt               | NHL totalt | 1   | 0  | 0   | 0   | 0   | —  | —  | —  | —  | —  |
| AHL totalt | AHL totalt               | AHL totalt | 233 | 49 | 63  | 112 | 102 | 29 | 8  | 18 | 26 | 24 |
| OHL totalt | OHL totalt               | OHL totalt | 257 | 88 | 129 | 217 | 122 | 28 | 7  | 7  | 14 | 29 |

### Internationellt
| Källa: Uppdaterad: 2022-12-06 | Källa: Uppdaterad: 2022-12-06 | Källa: Uppdaterad: 2022-12-06 |         | Utv = Utvisningsminuter | Utv = Utvisningsminuter | Utv = Utvisningsminuter | Utv = Utvisningsminuter | Utv = Utvisningsminuter |
| År                            | Lag                           | Mästerskap                    | Matcher | Mål                     | Assists                 | Poäng                   | Utv                     |                         |
| ----------------------------- | ----------------------------- | ----------------------------- | ------- | ----------------------- | ----------------------- | ----------------------- | ----------------------- | ----------------------- |
| 2015                          | Kanada                        | Ivan Hlinka                   | 4       | 1                       | 1                       | 2                       | 0                       |                         |
| 2015                          | Kanada                        | U18-VM                        | 7       | 3                       | 5                       | 8                       | 2                       |                         |
| Junior totalt                 | Junior totalt                 | Junior totalt                 | 11      | 4                       | 6                       | 10                      | 2                       |                         |